# Männer von Brettheim

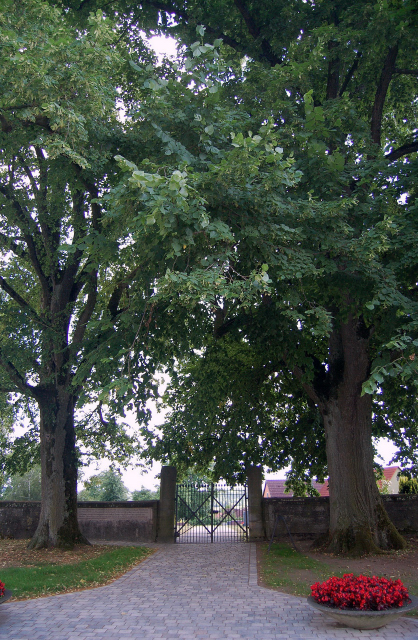
Die Linden am Friedhofseingang, wo die Männer erhängt wurden

Die Männer von Brettheim waren drei Bürger der Gemeinde Brettheim im Norden Württembergs, die 1945 am Ende des Zweiten Weltkriegs wegen der Entwaffnung einiger Hitlerjungen erhängt wurden. Eine Erinnerungsstätte im Brettheimer Rathaus stellt die Ermordung dieser drei Männer durch SS-Angehörige dar.

## Das Geschehen

### Brettheim zu der Zeit
Am Morgen des 7. April 1945 waren im Dorf Brettheim bereits die Panzer der US-Army zu hören, die sich von Rot am See, sechs Kilometer von Brettheim entfernt, nach Crailsheim bewegten. Die Dorfbewohner rechneten damit, sich bald ergeben zu können, um eine Zerstörung des Dorfes zu verhindern. Die geschwächte deutsche Wehrmacht war nicht mehr in der Lage, das Gebiet zu verteidigen und hatte alle Soldaten abgezogen. Die SS hingegen forderte von der Bevölkerung, Panzersperren zu errichten und das Dorf zu verteidigen. Zu diesem Zweck waren vier Hitlerjungen, bewaffnet mit Panzerfäusten, Handgranaten und einem Gewehr nach Brettheim geschickt worden.

### Entwaffnung der Hitlerjungen und Standgerichtsverhandlung
Um den zwecklosen Widerstand zu verhindern, entwaffneten einige Einwohner, darunter der Bauer Friedrich Hanselmann, die Hitlerjungen, warfen die Waffen in einen Teich und schickten die etwa 15-Jährigen weg. Die Hitlerjungen berichteten ihren Vorgesetzten von dem Vorfall und noch am selben Abend wurde die männliche Dorfbevölkerung zum Verhör ins Rathaus zitiert. Im Verlauf des vom SS-Sturmbannführer Gottschalk mit Drohungen und Beschimpfungen geführten Verhörs stellte Hanselmann sich als Täter, um die Dorfbevölkerung vor der angedrohten Geiselerschießung zu schützen.
Gottschalk verurteilte Hanselmann im kurz darauf einberufenen Standgericht wegen Wehrkraftzersetzung zum Tode. Bürgermeister Leonhard Gackstatter sowie der Lehrer und NSDAP-Ortsgruppenleiter Leonhard Wolfmeyer, die als Beisitzer bestimmt worden waren, weigerten sich, den Todesbefehl Gottschalks zu unterschreiben.
Aus diesem Grund wurde Hanselmann zwei Tage später, am 9. April, in Rothenburg erneut der Prozess gemacht. Wie schon zuvor weigerte er sich, andere Beteiligte zu nennen oder deren Aufenthaltsort zu verraten, so dass sein Todesurteil ohne weitere Beratung verlesen und auch von den Beisitzern, dieses Mal Wehrmachtsangehörige, unterzeichnet wurde.
Tags darauf wurden Bürgermeister Gackstatter und Lehrer Wolfmeyer auf Schloss Schillingsfürst ebenfalls wegen Wehrkraftzersetzung zum Tode verurteilt, da sie Hanselmann zuvor unterstützt hatten. Als daraufhin Wolfmeyer um sein Leben flehte, wurde der als Gerichtsherr anwesende SS-General Max Simon wütend und befahl, das Todesurteil durch Hängen zu vollstrecken.

### Vollstreckung der Todesurteile
Noch am 10. April 1945 wurde in Brettheim als Galgen ein Balken über Äste der Linden am Friedhofseingang gelegt.
Die Dorfbewohner waren ahnungslos, sie waren über die Verurteilungen nicht informiert worden. Die drei Männer wurden mit Schildern um den Hals erhängt, auf denen zu lesen stand: „Ich bin der Verräter Hanselmann“, bei Gackstatter und Wolfmeyer: „Ich habe mich schützend vor den Verräter gestellt.“ Die Leichen durften nicht abgenommen werden. Bei einem Verstoß gegen diesen Erlass sollten zehn weitere Männer erhängt werden. Erst in der vierten Nacht durften sie abgenommen und heimlich und namenlos begraben werden.

## Zerstörung des Dorfes
Am 17. April wurde Brettheim eingenommen. Die US-Amerikaner hatten die Bevölkerung aufgefordert, sich zu ergeben, doch niemand wagte es, die weiße Fahne zu hissen. Die SS hatte Brettheim zum „Eckpfeiler der deutschen Verteidigung“ erklärt und auf US-amerikanische Panzer geschossen. Dies provozierte die Zerstörung Brettheims durch Brand- und Splitterbomben. 17 Menschen starben, und 85 Prozent der Häuser wurden zerstört.

## Juristische Aufarbeitung in der Nachkriegszeit
Die juristische Aufarbeitung der Ermordung der Männer von Brettheim begann 1948 und zog sich über zwölf Jahre bis 1960 hin. Der übliche Begriff Aufarbeitung ist in diesem Zusammenhang eher eine Verbrämung des wahren Sachverhalts: Die noch vielfach von ehemaligen Nazi-Juristen durchsetzte Justiz vollzog mehrfach Verfahrenseinstellungen und am Ende Freisprüche, die die Öffentlichkeit und Medien entsetzten. Dabei war besonders die Besetzung des Ansbacher Landgerichts mit dem Vorsitzenden Andreas Schmidt, der 1927 in die NSDAP eingetreten war, in der Kritik.
Es kam zu insgesamt drei Strafgerichtsverfahren an den Landgerichten Ansbach und Nürnberg-Fürth, weil die Urteile der beiden ersten Prozesse vom Bundesgerichtshof wieder aufgehoben wurden. Die Angeklagten Max Simon und Ernst Otto wurden in allen drei Strafgerichtsverfahren bezüglich aller drei Fälle mangels Beweises freigesprochen. Der Angeklagte Friedrich Gottschalk wurde in zwei Fällen ebenfalls mangels Beweises freigesprochen. Im Falle der Ermordung von Friedrich Hanselmann wurde Friedrich Gottschalk wegen Totschlags unter Zubilligung mildernder Umstände zu einer Gefängnisstrafe von dreieinhalb Jahren verurteilt. Ihm konnte nachgewiesen werden, dass in dem Standgericht über Friedrich Hanselmann die Urteilsfällung anhand eines bereits vor der Verhandlung aufgesetzten Urteils erfolgte. Dies bewertete das Gericht als „bewusste Rechtsbeugung in einem Scheinverfahren“.
Den Mordopfern und ihren Angehörigen widerfuhr noch nicht einmal nachträglich Gerechtigkeit. Im Gegenteil: Im ersten Prozess beleidigten und demütigten Richter und Verteidiger sogar die Angehörigen der Opfer und die Brettheimer Bürger.

### Vorgeschichte
| Datum            | Institution                        | Vorgang |
| ---------------- | ---------------------------------- | --- |
| Sommer 1948      | Staatsanwaltschaft Ansbach         | Beginn der Ermittlungen |
| 15. Mai 1951     | Landgericht Ansbach                | Ablehnung der Eröffnung des Hauptverfahrens                                                                                                  |
| 7. Dezember 1951 | Bayerisches Oberstes Landesgericht | Anweisung zur Durchführung des Hauptverfahrens                                                                                               |
| 5. März 1954     | Landgericht Ansbach                | Eröffnung des Hauptverfahrens. Sie wurde durch eine über einjährige Krankheit von Max Simon und das Warten auf ein Amnestiegesetz verzögert. |
| 15. Oktober 1954 | Landgericht Ansbach                | Einstellung des Hauptverfahrens |
| 4. Mai 1955      | Bayerisches Oberstes Landesgericht | Aufhebung des Einstellungsbeschlusses |

### Strafverfahren
| Datum            | Gericht                    | Vorgang                                                                         |
| ---------------- | -------------------------- | ------------------------------------------------------------------------------- |
| 19. Oktober 1955 | Landgericht Ansbach        | Freispruch wegen Mangels an Beweisen                                            |
| 7. Dezember 1956 | Bundesgerichtshof          | Aufhebung des Ansbacher Urteils, Verweisung an das Schwurgericht Nürnberg-Fürth |
| 23. April 1958   | Landgericht Nürnberg-Fürth | Freispruch wegen Mangels an Beweisen                                            |
| 30. Juni 1959    | Bundesgerichtshof          | Aufhebung des Nürnberger Urteils, Zurückverweisung an das Schwurgericht Ansbach |
| 23. Juli 1960    | Landgericht Ansbach        | Freispruch wegen Mangels an Beweisen                                            |

### Abschluss
Die Revision der Staatsanwaltschaft auf das letzte Urteil des Landgerichts Ansbach wurde Ende 1960 vom Bundesgerichtshof verworfen. Max Simon starb kurz darauf am 1. Februar 1961.

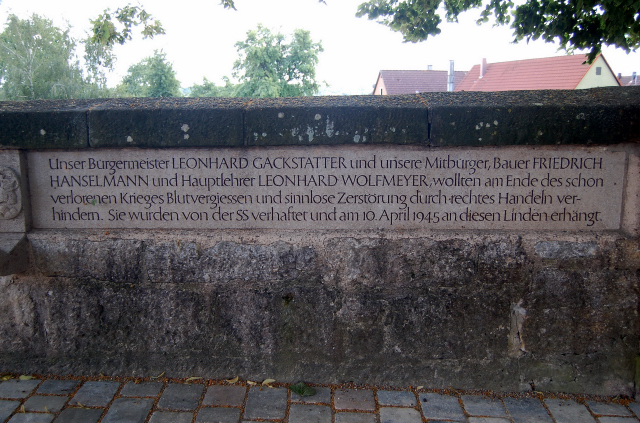
Gedenkinschrift am Friedhofseingang

## Erinnerungsstätte
Am 8. Mai 1992 wurde die Erinnerungsstätte Die Männer von Brettheim eingeweiht. Sie entstand auf Grund einer Initiative der Landeszentrale für politische Bildung Baden-Württemberg sowie des Einsatzes vom früheren Brettheimer Bürgermeister Friedrich Braun und eines Fördervereins.

Anhand der Schicksale der drei erhängten Männer verdeutlicht sie die Geschehnisse der letzten Kriegstage. Auf schwarzen Säulen sind Originalzitate verschiedener Beteiligter notiert und die Ereignisse beschrieben, teils originale Gegenstände geben Einblicke in diese Zeit.
In einem zweiten Ausstellungsraum informiert die Ausstellung über die nationalsozialistische Erziehung der Jugend zum Krieg. Lage

## Gedenken
Jeden 10. April findet in der Todesstunde der drei Ermordeten eine Gedenkfeier unter den Linden am Friedhofseingang statt.
In einem Dokumentarfilm Unbekannte Helden – Widerstand im Südwesten des SWR von 2020 wird auch an den Widerstand / die Widerständigkeit der drei Männer und die Folgen der Tätigkeit der SS-Leute für die Ortschaft Brettheim erinnert.